# US Open 2020/Quaddoppel
Das Quaddoppel (Rollstuhl) der US Open 2020 war ein Rollstuhltenniswettbewerb in New York City und fand am 12. September statt.
Vorjahressieger waren Dylan Alcott und Andrew Lapthorne, die ihren Titel erfolgreich verteidigen konnten.

## Setzliste
| Nr. | Paarung                       | Erreichte Runde |
| --- | ----------------------------- | --------------- |
| 01. | Dylan Alcott Andrew Lapthorne | Sieg            |
| 02. | Sam Schröder David Wagner     | Finale          |

## Ergebnis
Zeichenerklärung
- Q = Qualifikant
- WC = Wildcard
- LL = Lucky Loser
- ITF = qualifiziert über ITF-Ranking
- ALT = alternate (Ersatz)
- PR = Protected Ranking
- SE = Special Exempt
- r = retired (Aufgabe)
- d = Disqualifikation
- w.o. = walkover
- [ ] = Match-Tie-Break

|  | Finale |                               |   |   |      |
|  |        |                               |   |   |      |
|  | 1      | Dylan Alcott Andrew Lapthorne | 3 | 6 | [10] |
|  | 2      | Sam Schröder David Wagner     | 6 | 4 | [8]  |
|  |        |                               |   |   |      |